# Cantonul Thionville-Ouest
Cantonul Thionville-Ouest este un canton din arondismentul Thionville, departamentul Moselle, regiunea Lorena, Franța.